# Holcocera dianella
Holcocera dianella é uma espécie de mariposa do gênero Holcocera pertencente à família Coleophoridae.